# Підробка земної поверхні

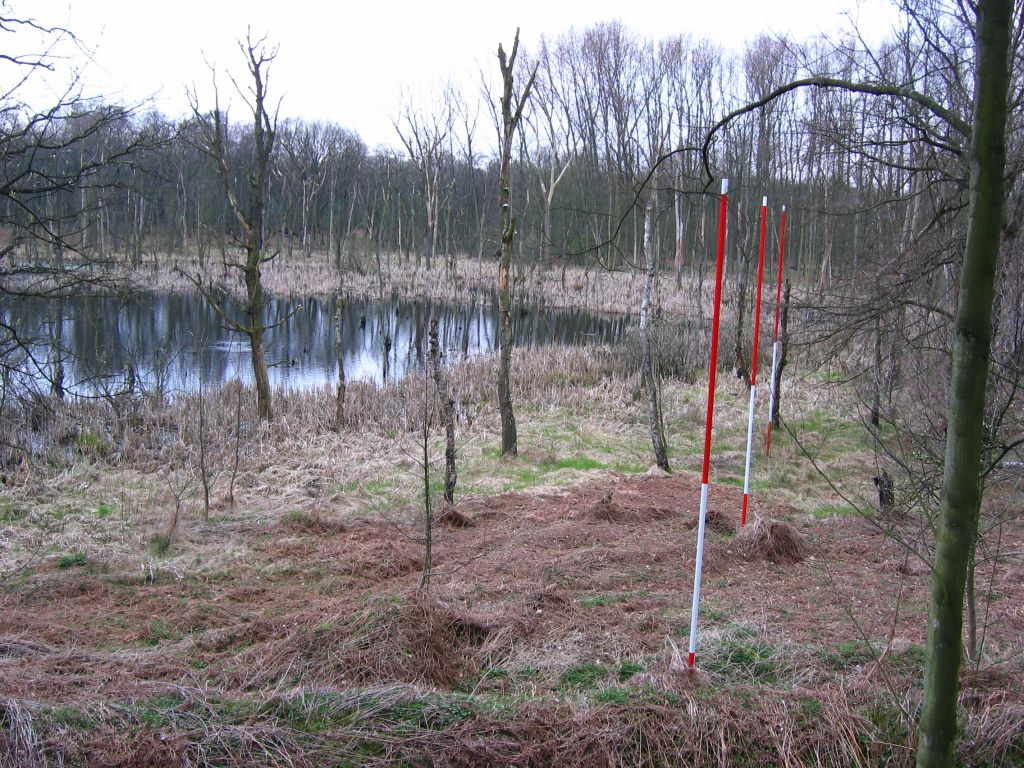
Стрижні вирівнювання показують опускання поверхні ґрунту у Гертені (біля шахти Ewald 1/2/7) за останні 25 років (1980: −7,8 м; 1985: −3,8 м; 1990: −1,3 м; 2000: закриття)

Підробка (підроблювання) земної поверхні — підземна виїмка корисних копалин, ін. гірських порід, що впливає на стан земної поверхні, геологічних тіл або промислових об'єктів в надрах.

## Загальний опис
Супроводжується зсувом, осіданням масиву гірських порід, його розтріскуванням і т. ін.
Розрізняють первинну, повторну, неповну, повну П.з.п.

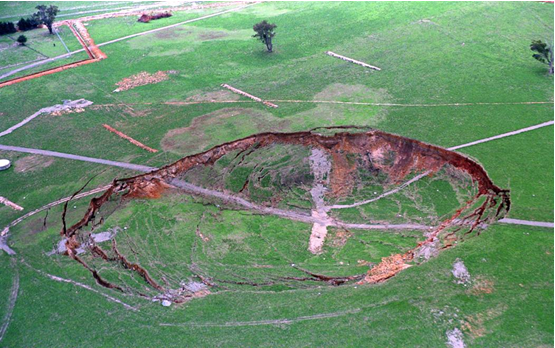
Просідання після підробки (шахта в Австралії, видобуток вівся в 1970-х роках, світлина початку XXI століття)

- Первинна П.з.п. — першою очисною виробкою по першому пласту (шару).
- Повторна П.з.п. — підробка другими й наступними пластами (шарами), гірничими виробками.
- Неповна П.з.п. — підробка, при якій збільшення довжини (ширини) виробленого простору збільшує максимальне осідання ґрунту.
- Повна П.з.п. — підробка, при якій в мульді зрушення не відбувається збільшення максимального осідання; при подальшому збільшенні довжини (ширини) виробленого простору і при пологому заляганні пластів утворюється плоске дно мульди зрушення.

Підроблювані об'єкти — об'єкти (будівлі, споруди, терикони, водні об'єкти й т.ін.), які потрапляють в зону впливу підземних розробок (мульд зрушення). Межі зони впливу визначаються граничними кутами.
Показник сумарних деформацій — емпіричний показник, який зв'язує ступінь пошкодження споруди при підробці з її розмірами, конфігурацією, матеріалом стін та перекриттів, характеристиками ґрунту, спрацьованістю стін та призначенням споруди.
Зона тріщин (рос. зона трещин, англ. insecure rock, fracture zone; нім. Spaltenzone f) — ділянка земної поверхні, на якій при підробці утворюються видимі тріщини.

## Цікаві історичні факти
Наводимо уривок з праці Георга Агріколи De Re Metallica (1556 р.), який саме присвячений опису катастрофічних наслідків підробки земної поверхні часів пізнього Середньовіччя:
| Дійсно, в старий час, коли провалилася гора Рамельсберга в Госларі, серед уламків загинуло стільки людей, що в один день більше 400 жінок стали вдовами. Одинадцять років тому провалилася підроблена гірничими виробками частина гори Альтенберг, причому були раптово задавлені шість гірників, провал проковтнув хатину разом з жінкою та її маленьким хлопчиком. Це найчастіше відбувається в горах, що містять рудні штоки. Гірники повинні для підтримки гори залишати велику кількість склепінь або зводити кріплення. Падаючі уламки породи наносять пошкодження; щоб цього не траплялося, гірники зобов'язані належним чином закріплювати шахтні стволи, штольні та підземні виробки, що не мають виходу на земну поверхню. |